# 仙南東部広域農道
仙南東部広域農道（せんなんとうぶこういきのうどう）は、宮城県角田市から宮城県柴田郡村田町に至る広域農道。愛称は蔵王さくらロード。単に「さくらロード」とも表記される。

## 概要
2013年（平成25年）4月2日、宮城県柴田郡大河原町の金ヶ瀬さくら大橋および大谷こ線橋が開通し、14.2 kmの全線がつながった。
設置看板は「農業農村整備事業仙南東部広域農道蔵王さくらロード」、毛萱トンネル入口は「さくらロード (広域農道)」、案内標識の経路案内は単に「広域農道」と表記され、統一されていない。

## 路線概要
- 起点：宮城県宮城県角田市毛萱舘下（交差点＝隈西広域農道交点）
- 終点：宮城県柴田郡村田町大字村田（町道に接続）
- 陸上距離：14.2 km

## 通過する自治体
- 宮城県
  - 角田市 - 柴田郡大河原町 - 柴田郡村田町

## 交差・接続している道路
- 隈西広域農道(角田市、起点)
- 宮城県道110号大河原高倉線(角田市)
- 宮城県道50号白石柴田線(柴田郡大河原町)
- 国道4号(柴田郡大河原町)
- 宮城県道115号蔵王大河原線(柴田郡大河原町)
- 宮城県道52号亘理村田蔵王線(柴田郡村田町、旧 宮城県道222号寄井蔵王線）

宮城県道14号亘理大河原川崎線の西をほぼ平行に通っている道路だが、接続・交差はしていない。また終点の村田町道から東北自動車道を渡る西原跨道橋を経由して宮城県道25号岩沼蔵王線のアクセスも可能だが、こちらも直接接続・交差はしていない。なお、東北自動車道村田インターチェンジから終点が近く、宮城県道14号と町道を経由して仙南東部広域農道へアクセスできる。